# Городской автомобиль

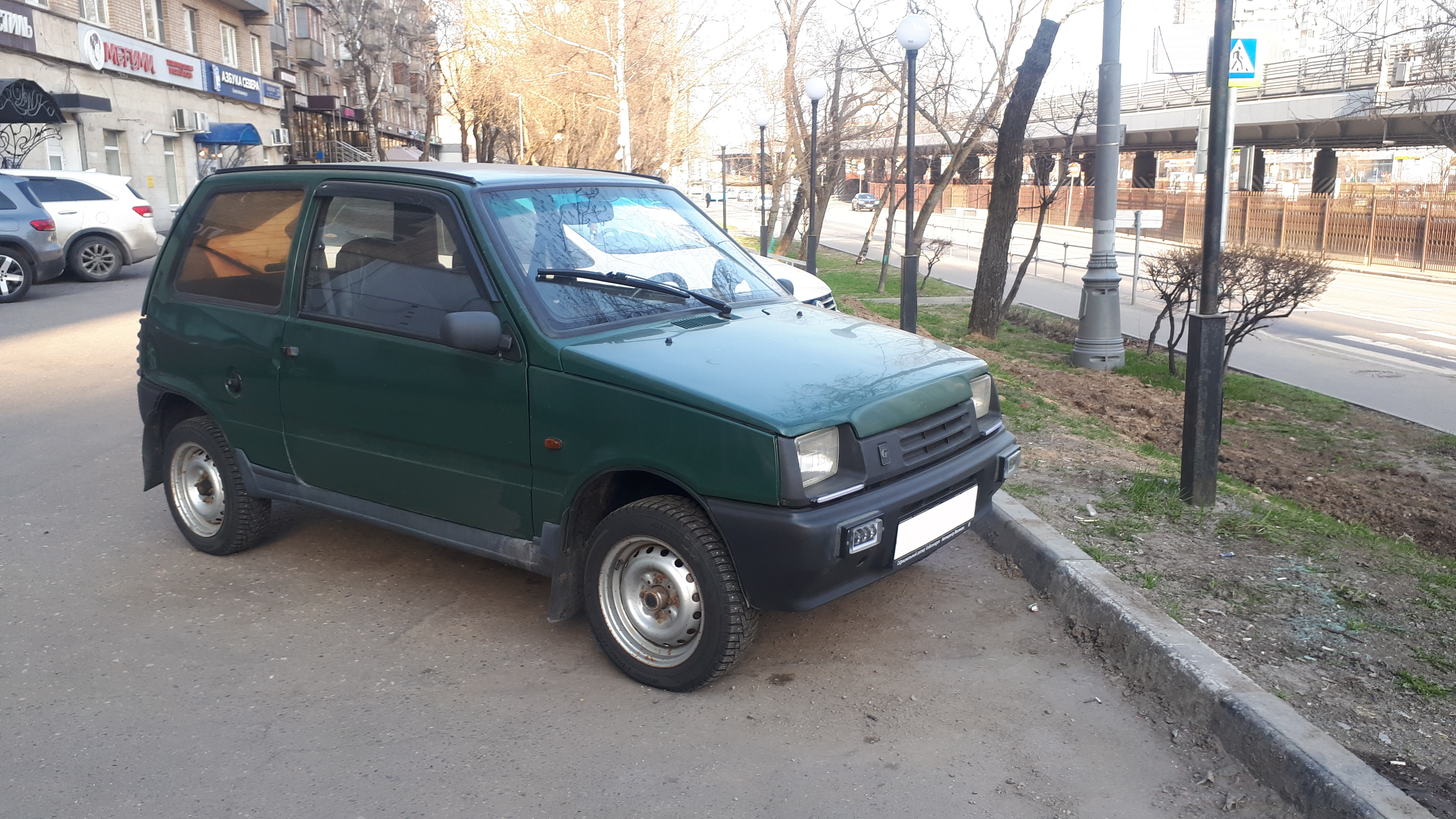
ВАЗ-1111 (Ока)

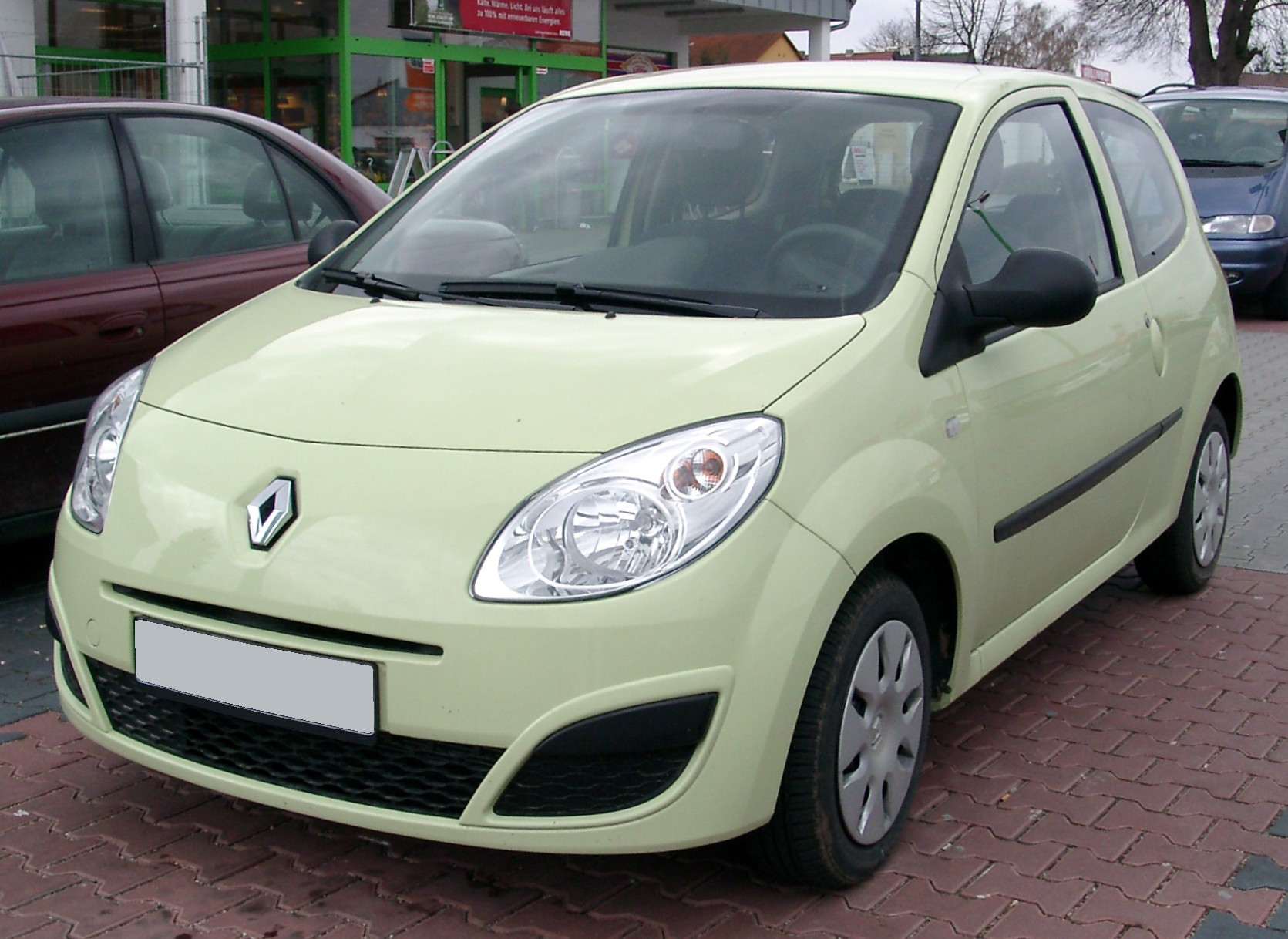
Renault Twingo второго поколения

Городской автомобиль — сверхкомпактный, манёвренный, сравнительно небыстрый автомобиль, предназначенный преимущественно для езды в городе.
Городской автомобиль («A-класс», «Сегмент А», «Супермини»), как правило, является четырёхместным, и имеет длину не более четырёх метров. Двигатель практически всегда расположен спереди и приводит в движение передние колёса, хотя встречаются и заднемоторные конструкции — Smart, Tata Nano, перспективный Volkswagen City Master. Скорость как правило ограничена 150 км/ч и даже менее, так как из-за малой массы и сравнительно большой высоты при небольшой ширине такой автомобиль плохо приспособлен для движения по междугородной трассе с высокой скоростью. Проходимость также не является определяющим фактором, что позволяет уменьшить размер колёс до разумного минимума, пожертвовав клиренсом, и за счёт этого получить более просторное внутреннее пространство за счёт уменьшения колёсных ниш.
Эти автомобили начали продаваться в Европе c 1960-х годов, после спада бума мотоколясок, «кабиненроллеров» и прочих подобных конструкций.
Полуофициальное обозначение city car для таких автомобилей принято, например, в Великобритании. Городские автомобили выпускаются большинством крупных производителей. Более детальнее о данных автомобилях можно узнать на официальном форуме   автомобили сегмента (А).

## Особенности городских автомобилей
К городским автомобилям предъявляется ряд требований:
- Возможность парковки на малом пространстве, что обеспечивается малой длиной автомобиля.
- Малый радиус поворота, что необходимо для маневрирования и разворота на улицах с припаркованными другими автомобилями и в пробках.
- Малая ширина, также желательная для парковки и маневрирования.
- Низкий расход топлива на небольших скоростях при частых разгонах и остановках («городской цикл»), так как городские автомобили предназначены для ежедневного использования.
- Надёжность и безопасность тормозной и рулевой систем, необходимые при сложном и интенсивном городском движении.
- Низкая шумность.

Удовлетворить этим требованиям можно, лишь пожертвовав некоторыми другими, не столь важными в городе, качествами. Поэтому для городских автомобилей характерны:
- Низкий клиренс с целью обеспечить устойчивость автомобиля с такими размерами.
- Низкая проходимость, вызванная низким клиренсом.
- Невысокая максимальная скорость, так как в городе скорость ограничена правилами дорожного движения.

Некоторые автомобили, попадающие по своей длине в класс А, то есть, являющиеся «city car» по британской классификации, тем не менее не называют городскими. Например, «Запорожец» обладал высокими клиренсом, проходимостью, шумностью и расходом топлива.

## История
Предшественником городских автомобилей был американский четырёхместный Crosley, появившийся вскоре после Второй мировой войны. В 1950-х годах появилось несколько марок автомобилей, которые городскими могли быть названы только по длине. Концерн Фиат в 1957 году выпустил ещё более короткие Fiat 500 и Fiat 126. Они имели длину около трёх метров и соответственно два и четыре посадочных места.

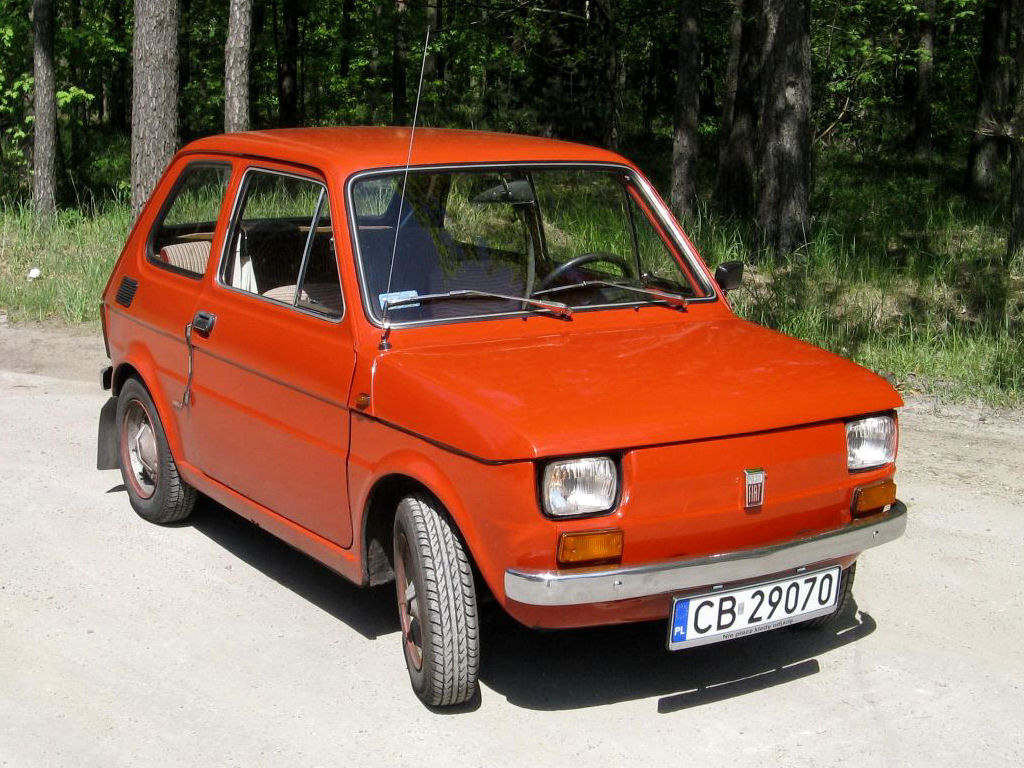
Polski Fiat 126p - городской автомобиль 1970-х

Fiat/SEAT Panda, выпущенный в 1980 году, был 3,4 м в длину, но был чётко предназначен для езды в городе и не удлинился заметно во время своего развития. Представленный в 1991 году Fiat Cinquecento также был полноценным городским автомобилем, имел длину 3,2 метра и четыре посадочных места.
В конце 1970-х — начале 1980-х годов несколько удачных моделей для города появилось в Японии. Особенно удачным оказался автомобиль Daihatsu Cuore длиной 3,16 м.
В 1988 году в СССР началось производство автомобиля ВАЗ-1111 «Ока».
В 1993 появился и вскоре стал бестселлером Renault Twingo (3,43 м), предложивший до того времени невиданный в автомобиле такого размера объём салона за счёт увеличения высоты посадки и сильного смещения пассажирского салона вперёд, фактически до уровня полукапотной компоновки.
В 1996 году был представлен Ford Ka с оригинальным «геометрическим» дизайном, заложившим основы того, что впоследствии получило название стиля New Edge.
В 1998 году появился Daewoo Matiz, отличавшийся дешевизной и непривычным дизайном от Джорджетто Джуджаро и представлявший собой рестайлинг Daewoo Tico, в свою очередь основанного на старой модели Suzuki Alto. Сегодня это — наиболее распространённый автомобиль своего класса в России наряду с «Окой».
Почти одновременно появились Opel Agila (2000) и Volkswagen Lupo (1999).

## Галерея японских микролитражных автомобилей класса Городской автомобиль

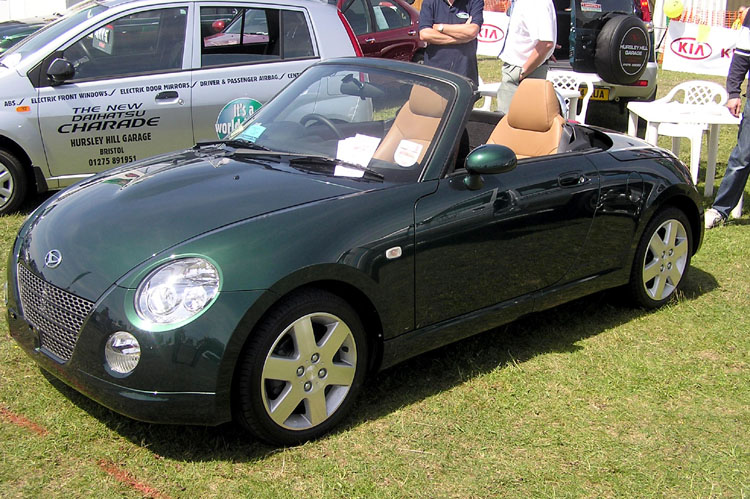
Daihatsu Copen
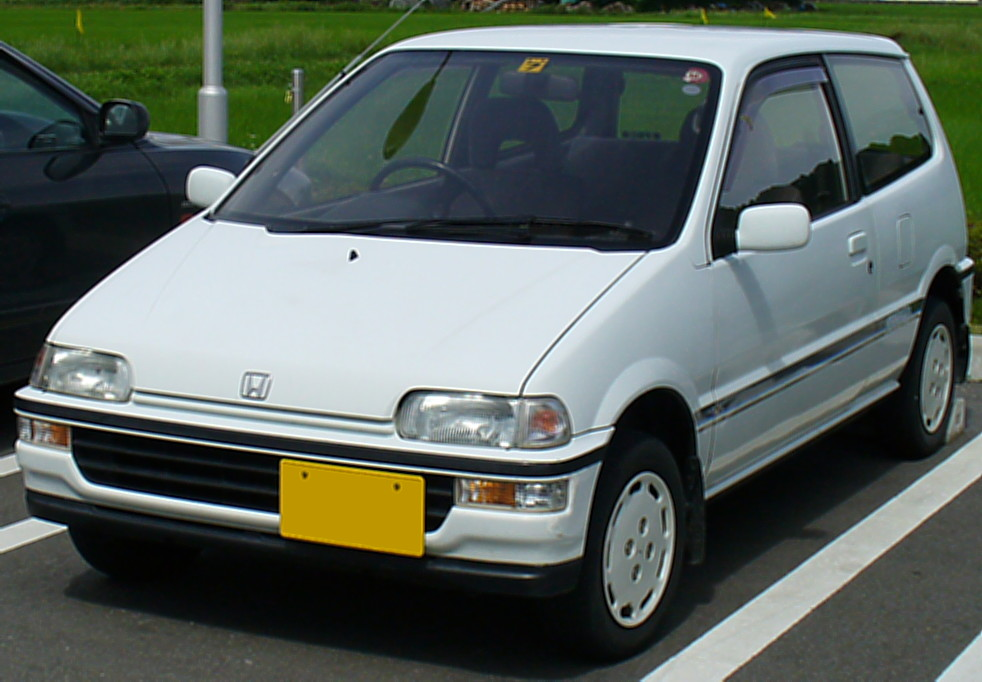
Honda Today
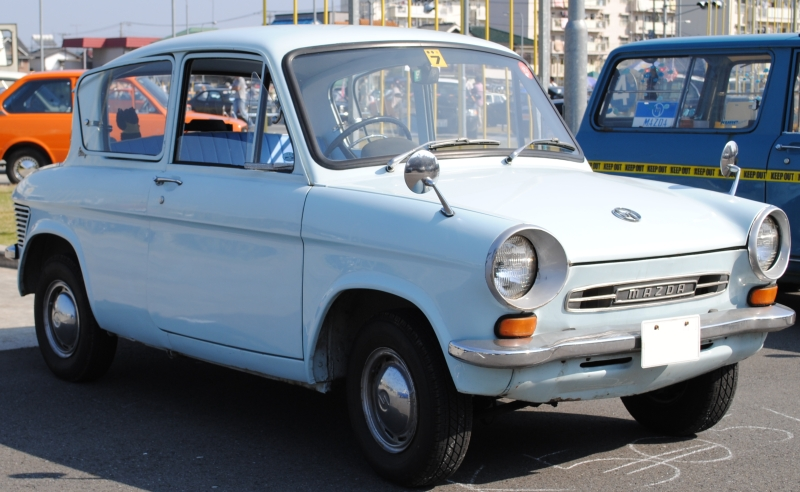
Mazda Carol (1962-1970)
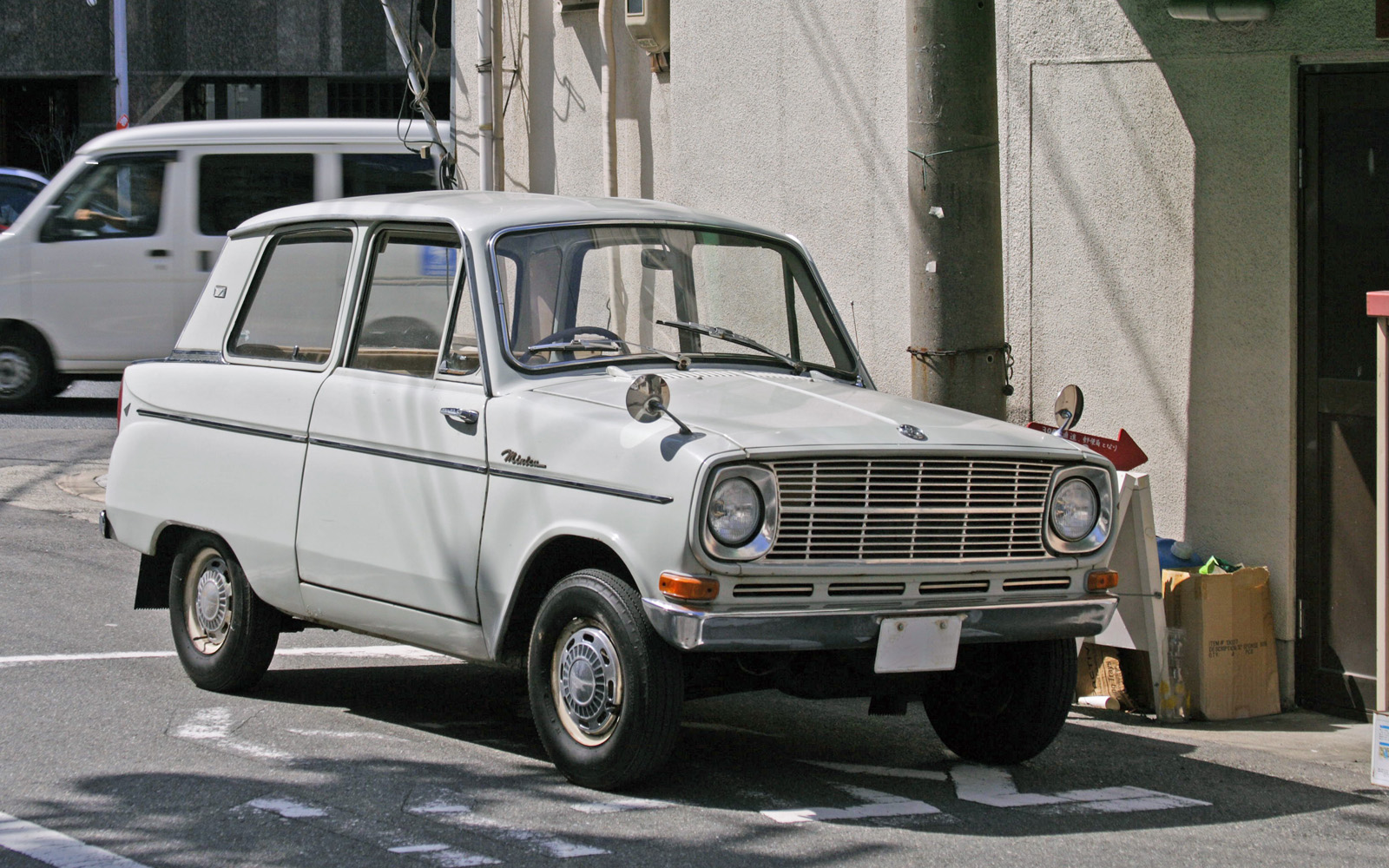
Mitsubishi Minica (1962.10–1969.07)
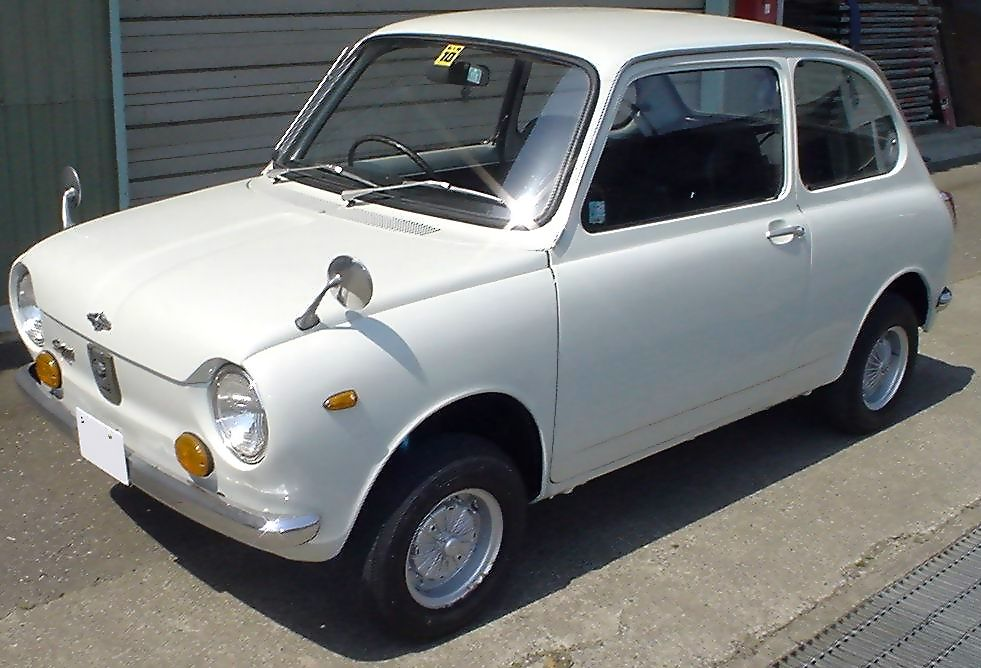
Subaru R-2 430 кг. (1969–1972)
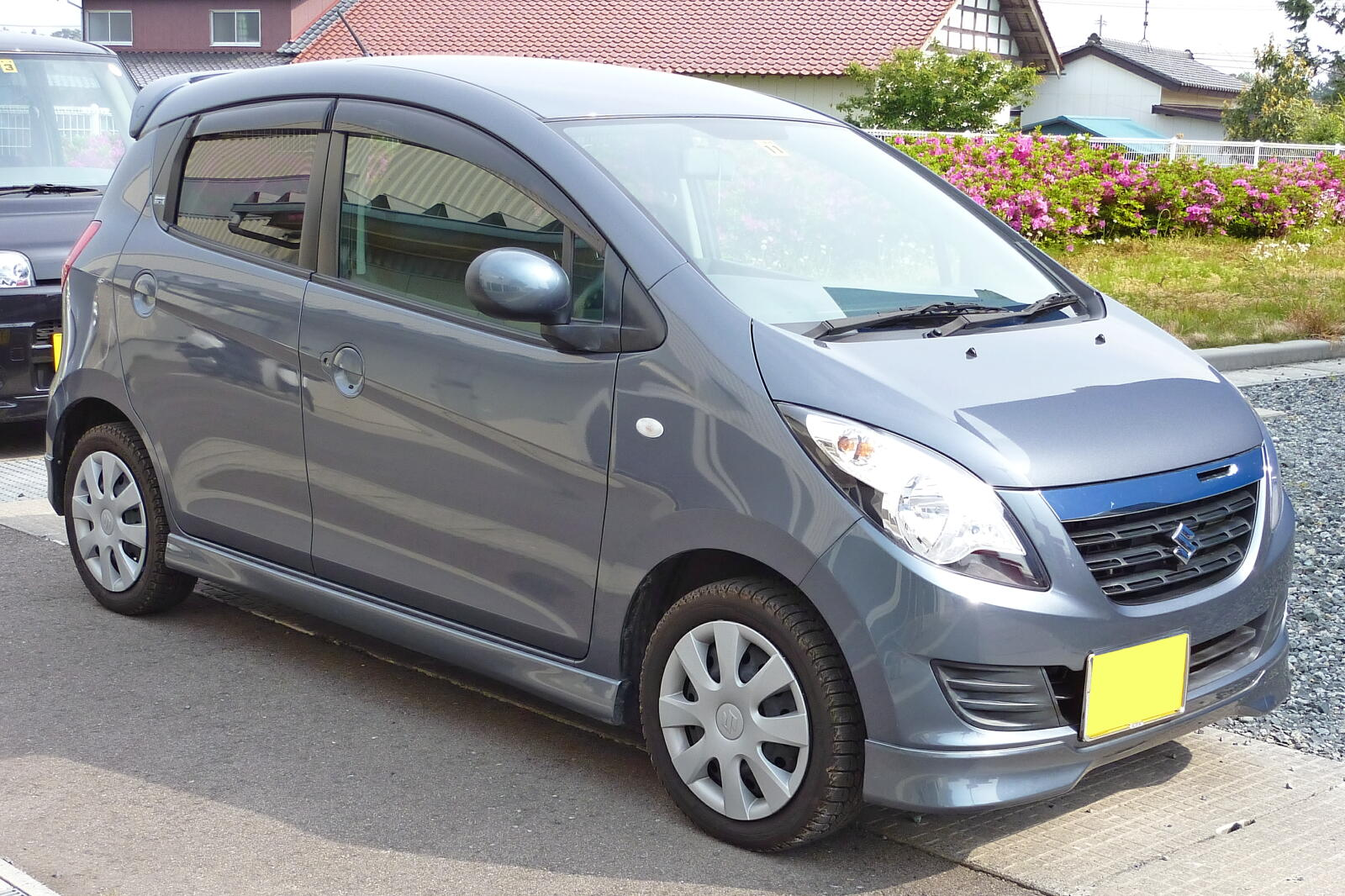
Suzuki Cervo (2006)

## Настоящее время

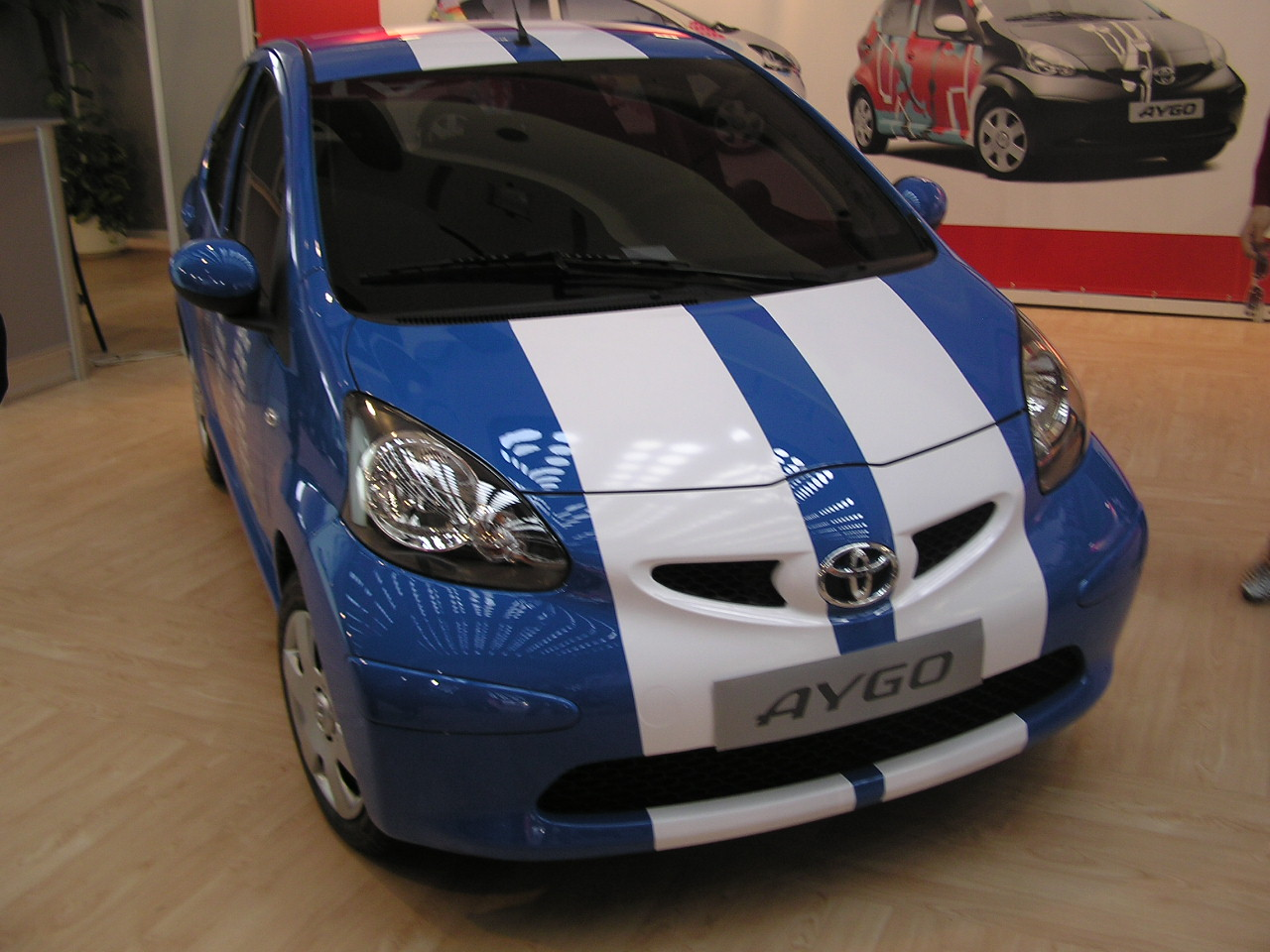
Toyota Aygo — современный городской автомобиль

В 2000-х годах городские автомобили стали набирать популярность в Западной Европе, Японии и Южной Корее. Это вызвано ростом цен на нефть и тем, что в большинстве семей стало по нескольку автомобилей, что привело к нехватке парковочных мест.
В США (где дефицита территории не наблюдается и бензин дешевле), а также в бывших республиках СССР (с характерным для них сравнительно низким уровнем жизни, тяготением покупателей к универсальности и сравнительной престижности автомобиля, а также зачастую тяжёлыми дорожными условиями, в особенности зимой) — популярность городских автомобилей оказалась относительно невелика.
Из городских автомобилей, появившихся в XXI веке, можно отметить следующие: Daihatsu Mira L700 (2002), Fiat Panda (2003), Kia Picanto (2004), Citroën C1 (2005), Peugeot 107 (2005), Toyota Aygo (2005), СеАЗ-11116 (2006), Renault Twingo (2006), Fiat 500 (2007), Ford Ka (2006), Mitsubishi i (2006) и Hyundai i10 (2007), Volkswagen up! (2011), Chevrolet Spark (2012).